# Karl von Büllinger
Karl Joseph Theodor Ludwig Franz Ignaz Vincenz von Büllinger (* 4. Oktober 1768 zu Haus Raedt, Tönisvorst; † 24. Dezember 1832 in Passau) war ein königlich bayerischer Offizier, zuletzt im Rang eines Generalmajors. Er war ab 1806 Ritter des Militär-Max-Joseph-Ordens.

## Leben

### Familie
Karl von Büllinger entstammte der rheinländischen Familie von Büllingen, die seit längerer Zeit zahlreiche Senatoren der Stadt Köln stellte. Karls Großvater Franz Ignaz von Büllingen (* 1693; † 1748) war kurpfälzischer Geheimrat und Hofrat sowie jülich-bergischer Lehnsdirektor. Er wurde am 22. März 1724 zu Laxenburg in den Reichsadelsstand erhoben. Karl Joseph Arnold von Büllingen (* 1732; † 1803), der Vater von Karl, erhielt im Mai 1785 Haus Raedt bei Vorst als Lehn. Seine Mutter Karoline Marie Adolfine Elerta († 1813) war eine geborene von Weyenhorst. Karl war eins von zwei Kindern des Paares, seine jüngere Schwester Antoinette († 1852) heiratete den königlichen Kammerherrn Karl Joseph Anton Freiherr von Wevelinghoven-Sittert.

### Militärischer Werdegang
Am 18. April 1784 trat Büllinger als Kadett in das Infanterie-Regiment „Campana“ ein und wurde dort am 18. Dezember 1785 zum Fähnrich befördert. Nachdem er am 13. September 1790 durch Kauf eine Unterleutnantsstelle im 4. Grenadier-Regiment „Baden“ erworben hatte, wurde er in gleicher Stellung am 14. Juni 1792 zum 7. Füsilier-Regiment „Zedtwitz“ versetzt. Am 23. Januar 1793 erwarb Büllinger abermals käuflich eine Oberleutnantsstelle im 4. Füsilier-Regiment „Delamotte“, wurde aber als solcher am 24. Juli 1799 zum Leib-Regiment versetzt und in dieser Einheit am 31. August 1800 zum Stabskapitän befördert.
Büllinger, der an allen Feldzügen des ersten und zweiten Koalitionskrieges gegen Frankreich von 1793 bis 1800 teilgenommen hatte und im Jahre 1795 im Gefecht bei Lorch am Rhein durch einen Bajonettstich schwer verwundet wurde, erhielt durch Kabinettsorder vom 13. Juni 1801 das kurpfalz-bayerische Militär-Ehrenzeichen.
Am 23. Oktober 1805 wurde Büllinger zum Hauptmann im 1. Infanterie-Leibregiment befördert, wobei er eine Kompanie erhielt. Mit dieser Einheit nahm er im gleichen Jahr am Feldzug gegen Österreich teil. Mit der Stiftung des Militär-Max-Joseph-Ordens am 1. März 1806 wurde Büllinger als Ritter in den Orden aufgenommen. Während des folgenden Feldzuges gegen Preußen 1806 bis 1807 führte er die 1. Hauptmanns- und Grenadierkompanie bis zu seiner Beförderung zum Major im 10. Infanterie-Regiment „Junker“ am 1. Juni 1807. 1809, während des Feldzuges gegen Österreich, wurde er in Tirol bei verschiedenen Gefechten durch Prellschüsse leicht und während des Russlandfeldzuges in der Schlacht bei Polozk am 18. August 1812 durch eine Flintenkugel an der Hand und kurz darauf durch eine Kartätschenkugel in der Hüfte und im Unterleib schwer verwundet.
Am 15. September 1812 zum Oberstleutnant und am 23. Juni 1815 zum Oberst im 10. Infanterie-Regiment befördert, nahm Büllinger an den Feldzügen in den Jahren 1813 bis 1815 nicht teil. Am 3. Februar 1818 als Oberst zum 8. Infanterie-Regiment „Herzog Pius“ versetzt, befehligte er 1823 im Übungslager bei Ingolstadt wegen der Erkrankung von General von Deroy die 2. Brigade der 1. Division. Büllinger, der am 26. November 1827 das Ehrenkreuz des Ludwigs-Ordens erhalten hatte, wurde am 1. Januar 1832 mit Verleihung des Charakters eines Generalmajors pensioniert. 
Karl von Büllinger starb am 24. Dezember 1832 im Alter von 64 Jahren in Passau.

### Ehe und Nachkommen
Karl von Büllinger heiratete 1803 Therese Freiin von der Rhoer († 1833). Sie hatten drei Kinder, zwei Töchter und einen Sohn. Die älteste Tochter Karoline Klementine (* 1806) ehelichte 1839 Ernst von Salomon, Herr auf Haus Grotelaer im ehemaligen Landkreis Geldern und die jüngste Tochter Klementine Karoline (* 1811; † 1889) 1839 den königlich preußischen Hauptmann Robert von Haeften. 
Ludwig Florentin Max von Büllingen (* 1808), der einzige Sohn des Paares, wurde Herr zu Haus Raedt und starb als königlich preußischer Major der Landwehrkavallerie. Er hinterließ aus seiner 1864 geschlossenen Ehe mit Berta Maria Filitia Freiin von Eerde den Sohn Karl Florentin Felix von Büllingen (* 1865). Er war Herr auf Wolfskuhlen (Schloss Wolfskuhlen), Ehrenbürgermeister von Budberg und Ritter des Malteserordens. Am 10. Oktober 1892 zu Potsdam erhielt Karl Florentin Felix eine preußische Namen- und Wappenvereinigung als von Büllingen-Wevelinghoven.

## Anmerkung
1. ↑  Als Geburtsjahr wird bei Schrettinger Der Königlich Bayerische Militär-Max-Joseph-Orden und seine Mitglieder. 1773 angegeben, das Gothaisches Genealogisches Taschenbuch der briefadeligen Häuser 1916. nennt 1768.

| Personendaten    | Personendaten                                                                      |
| ---------------- | ---------------------------------------------------------------------------------- |
| NAME             | Büllinger, Karl von                                                                |
| ALTERNATIVNAMEN  | Büllinger, Karl Joseph Theodor Ludwig Franz Ignaz Vincenz von (vollständiger Name) |
| KURZBESCHREIBUNG | bayerischer Generalmajor                                                           |
| GEBURTSDATUM     | 4. Oktober 1768                                                                    |
| GEBURTSORT       | Haus Raedt, Tönisvorst                                                             |
| STERBEDATUM      | 24. Dezember 1832                                                                  |
| STERBEORT        | Passau                                                                             |